# Exocentrus transversifrons
Exocentrus transversifrons es una especie de escarabajo longicornio del género Exocentrus, subfamilia Lamiinae. Fue descrita científicamente por Fisher en 1940.
Se distribuye por India y Nepal. Mide 5,2-7,6 milímetros de longitud. El período de vuelo ocurre en los meses de mayo, junio, julio y noviembre.